# NGC 4965
NGC 4965 este o emission-line galaxy⁠(d) situată în constelația Hidra. A fost descoperită în 5 mai 1834 de către John Herschel.